# Nikolái Dovgan
Nikolái Dovgan –en ruso, Николай  Довгань; en ucraniano, Микола Довгань, Mykola Dovhan– (15 de julio de 1955) es un deportista soviético que compitió en remo.
Participó en dos Juegos Olímpicos de Verano en los años 1976 y 1980, obteniendo una medalla de plata en Moscú 1980 en la prueba de cuatro scull. Ganó dos medallas de bronce en el Campeonato Mundial de Remo, en los años 1974 y 1977.

## Palmarés internacional
| Juegos Olímpicos   | Juegos Olímpicos         | Juegos Olímpicos  | Juegos Olímpicos |
| Año                | Lugar                    | Medalla           | Prueba           |
| ------------------ | ------------------------ | ----------------- | ---------------- |
| 1980               | Moscú (URSS)             | Medalla de plata  | Cuatro scull     |
| Campeonato Mundial |                          |                   |                  |
| Año                | Lugar                    | Medalla           | Prueba           |
| 1974               | Lucerna (Suiza)          | Medalla de bronce | Scull individual |
| 1977               | Ámsterdam (Países Bajos) | Medalla de bronce | Scull individual |